# Echter Steinfisch
Der Echte Steinfisch oder Steinfisch (Synanceia verrucosa) ist ein Vertreter der Unterfamilie der Steinfische (Synanceiinae). Er ist ein gut getarnter Lauerjäger, seine Stachelstrahlen der Rückenflosse sind mit Giftdrüsen verbunden.

## Beschreibung
Der Echte Steinfisch erreicht gewöhnlich eine Gesamtlänge von 27 cm und maximal eine Standardlänge von 40 cm. Er ist extrem gut getarnt, seine Färbung passt zu seiner Umgebung. Er sieht aus wie ein überkrusteter Stein oder ein Klumpen Korallen, die Tiere sind gewöhnlich braun oder grau mit Flecken von gelb, orange oder rot.
- Flossenformel: Dorsale XII-XIV/5-7, Anale III/5-6[2]

## Verbreitung und Lebensraum
Der Echte Steinfisch kommt im Indopazifik vor, im Roten Meer und vor dem östlichen Afrika bis Französisch-Polynesien, nördlich bis zu den Ryūkyū-Inseln und Ogasawara-guntō (beide Japan) und nach Süden bis Queensland, Australien.
Im April 2010 wurde ein 30 cm TL Exemplar an der Mittelmeerküste Israels mit einem mehrwandigen Netz für die Grundfischerei (Trammelnetz) gefangen. Am wahrscheinlichsten ist ein eindringen als pelagische Larve, jedoch kann trotz der Schwerfälligkeit der Art nicht ausgeschlossen werden, dass ein adultes Exemplar am Boden schwimmend über den Sueskanal eingewandert ist. Auch ein Entkommen aus einem Aquarium ist möglich, allerdings wird nach bestem Wissen von Edelist et al. diese Art nicht in Israel für die Aquaristik gehandelt.
Der Echte Steinfisch lebt auf dem Sand- oder Geröllboden von Saumriffen, Riffdächern und flachen Lagunen. Bei Ebbe ist er auch in Gezeitentümpeln zu finden. Er ist im Substrat gut getarnt und manchmal von Algen bedeckt.

## Ernährung
Der Echte Steinfisch frisst Fische und Krebstiere.

## Nutzung
Gelegentlich wird der Echte Steinfisch auf Märkten angeboten, in Hongkong auf dem Lebendfischmarkt.

## Toxizität

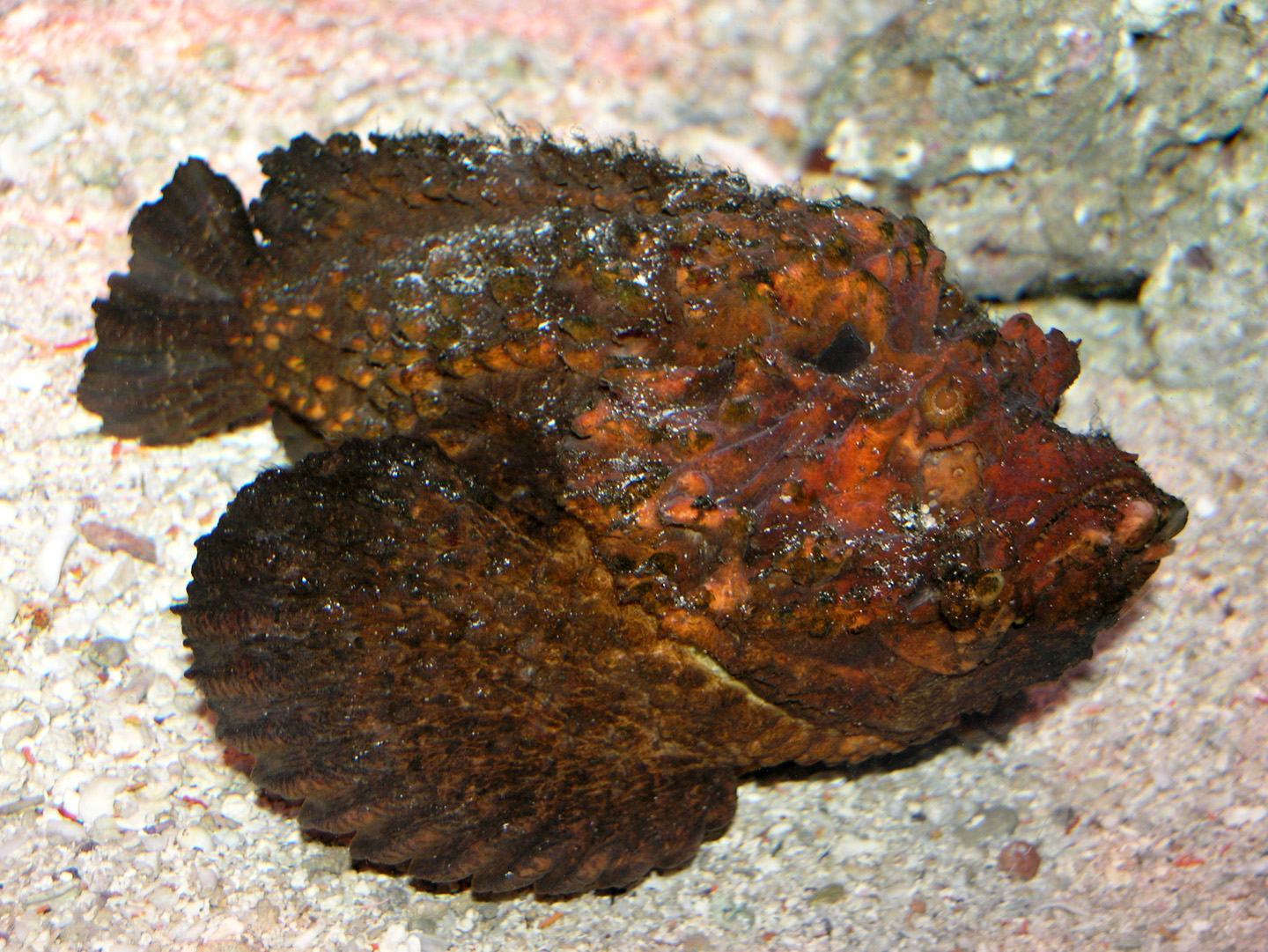
Synanceia verrucosa in einem öffentlichen Aquarium

An der Basis der Stacheln der Rückenflosse befindet sich jeweils eine große Giftdrüse. Die Stacheln sind scharf und steif und können Stiefelsohlen durchbrechen.
Zu den Auswirkungen des Giftes gehören starke Schmerzen, Schock, Lähmung und Tod des Gewebes. Eine große Dosis kann für Menschen tödlich sein, im Allgemeinen für kleine Kinder, ältere Menschen und solche mit geschwächtem Immunsystem. Die medizinische Behandlung umfasst das Gegengift. Eine lokale Betäubung kann den Schmerz reduzieren. Erste Hilfe beinhaltet das Eintauchen der betroffenen Extremität in heißes Wasser; dies soll helfen, die Proteine im Gift zu denaturieren. Die Immobilisierung von Gift an der Penetrationsstelle mit Hilfe eines Tourniquets oder einer festen konstruktiven Bandagierung wird nicht mehr empfohlen. Überlebende Opfer können Nervenschäden haben, die zu lokaler Muskelatrophie führen können.
Das Gift besteht aus einer Mischung von Proteinen, einschließlich des hämolytischen Stonustoxins, des proteinhaltigen Verrucotoxins und des kardiotoxischen Cardioleputins.